# Lady Writer
"Lady Writer" is een nummer van de Britse band Dire Straits. Het nummer verscheen op hun album Communiqué uit 1979. In juli van dat jaar werd het nummer uitgebracht als de eerste single van het album.

## Achtergrond
"Lady Writer" is geschreven door zanger en gitarist Mark Knopfler en geproduceerd door Barry Beckett en Jerry Wexler. Knopfler kreeg het idee om het nummer te schrijven toen hij een vrouwelijke schrijver op de televisie zag. Aangezien er in het nummer wordt gezongen dat de schrijfster over de maagd Maria praat, werd er altijd aangenomen dat het hier om schrijfster Marina Warner gaat. Dit werd bevestigd in een biografie over de band. Het nummer wordt muzikaal gezien vergeleken met "Sultans of Swing", dat een jaar eerder een internationale hit voor de band was.
"Lady Writer" kwam in een aantal landen in de hitlijsten terecht. In de Britse UK Singles Chart kwam het tot plaats 51, terwijl in de Amerikaanse Billboard Hot 100 plaats 45 werd bereikt. In Nederland werd het grootste succes behaald met een achttiende plaats in zowel de Top 40 als de Nationale Hitparade.

## Hitnoteringen

### Nederlandse Top 40
| Hitnotering: 28-07-1979 t/m 25-08-1979 | Hitnotering: 28-07-1979 t/m 25-08-1979 | Hitnotering: 28-07-1979 t/m 25-08-1979 | Hitnotering: 28-07-1979 t/m 25-08-1979 | Hitnotering: 28-07-1979 t/m 25-08-1979 | Hitnotering: 28-07-1979 t/m 25-08-1979 | Hitnotering: 28-07-1979 t/m 25-08-1979 |
| Week                                   | 1                                      | 2                                      | 3                                      | 4                                      | 5                                      |                                        |
| -------------------------------------- | -------------------------------------- | -------------------------------------- | -------------------------------------- | -------------------------------------- | -------------------------------------- | -------------------------------------- |
| Nummer                                 | 33                                     | 23                                     | 20                                     | 18                                     | 22                                     | uit                                    |

### Nationale Hitparade
| Hitnotering: 04-08-1979 t/m 01-09-1979 | Hitnotering: 04-08-1979 t/m 01-09-1979 | Hitnotering: 04-08-1979 t/m 01-09-1979 | Hitnotering: 04-08-1979 t/m 01-09-1979 | Hitnotering: 04-08-1979 t/m 01-09-1979 | Hitnotering: 04-08-1979 t/m 01-09-1979 | Hitnotering: 04-08-1979 t/m 01-09-1979 |
| Week                                   | 1                                      | 2                                      | 3                                      | 4                                      | 5                                      |                                        |
| -------------------------------------- | -------------------------------------- | -------------------------------------- | -------------------------------------- | -------------------------------------- | -------------------------------------- | -------------------------------------- |
| Nummer                                 | 33                                     | 18                                     | 18                                     | 28                                     | 48                                     | uit                                    |

### NPO Radio 2 Top 2000
| Nummer met noteringen in de NPO Radio 2 Top 2000 | '22  | '23  | '24 |
| ------------------------------------------------ | ---- | ---- | --- |
| Lady Writer                                      | 1952 | 1342 | 948 |

1. ↑  Een vetgedrukt getal geeft de hoogste notering aan.
2. ↑  2022 was het eerste jaar met een notering voor dit nummer.

Mark Knopfler · John Illsley
Guy Fletcher · Alan Clark · David Knopfler · Pick Withers · Hal Lindes · Terry Williams · Jack Sonni